# Ethan Rom
Ethan Rom es un personaje ficticio de la serie de televisión estadounidense Lost, interpretado por William Mapother. Hijo de Horace Goodspeed, líder de la Iniciativa Dharma en la isla, y de su esposa Amy, acabaría por convertirse en el cirujano del grupo conocido como los Otros.  Además, en la línea argumental alternativa desarrollada en la 6ª temporada (en la que el avión no se estrella), aparece como médico de un hospital que atiende a Claire cuando empieza a sufrir contracciones.
El personaje fue introducido en la primera temporada y a partir de entonces hizo apariciones en algunos episodios.

## Historia
Ethan nació de forma prematura en 1977, dos semanas antes de lo esperado, lo que provocó que su madre no pudiera salir a tiempo de la isla. El internista de la Iniciativa Dharma se dio cuenta de que Ethan estaba de nalgas y recomendó a su madre una cesárea, operación que él no sabía realizar y de la que se encargó Juliet Burke.
Una década después Ethan pasó a formar parte de los Otros y, junto a Benjamin "Ben" Linus, se encaminó a realizar una misión encargada por su líder Charles Widmore y que consistía en matar a Danielle Rousseau, quien había naufragado poco tiempo antes en la isla, y a su recién nacida hija. Ethan trató de convencer a Ben para que le dejara hacerse cargo, pero este le mandó callar y entró sólo en el campamento de Rousseau.
Muere a manos de Charlie, quien le dispara varios tiros en el pecho. Vuelve a aparecer varios flashbacks de episodios posteriores

## Producción
William Mapother no audicionó para el papel de Ethan, pues fue escogido por el cocreador y productor ejecutivo J. J. Abrams el 22 de septiembre de 2004, día en el que la serie fue estrenada, al verle en la película En la habitación. Mapother fue contratado en un principio para dos episodios, pero su contrato fue extendido posteriormente a un total de cuatro episodios en la primera temporada. A partir de entonces Mapother apareció en calidad de estrella invitada en flashbacks de la segunda, la tercera y la quinta temporadas, en un total de diez episodios. También apareció en el movisodio de Lost: Missing Pieces titulado "Jack, Meet Ethan. Ethan? Jack". Tal y como señaló Mapother, su personaje ha aparecido en más episodios después de morir que cuando él estaba vivo. El actor describió además a Ethan como «divertido». El nombre del personaje es un anagrama de «Other Man» («otro hombre»).